# Alvalli, Kumta
Alvalli là một làng thuộc tehsil Kumta, huyện Uttara Kannada, bang Karnataka, Ấn Độ.